# 青森港

2011年撮影の青森港周辺の空中写真。2011年撮影の18枚を合成作成。
。

青森港（あおもりこう）は、青森市に位置する港湾。港湾管理者は青森県。港湾法上の重要港湾、港則法上の特定港に指定されている。
陸奥湾の最奥部に位置する、波浪の少ない天然の良港である。江戸時代初期に弘前藩により港が開かれ、その後江戸時代を通じて藩の商港として栄えた。明治後期以降は1908年（明治41年）の青函連絡船の就航により本州と北海道を結ぶ港として位置付けられ、1988年（昭和63年）の青函連絡船運航終了まで鉄道輸送と船舶輸送の結節点として位置し続けた。しかし、国鉄による青函連絡船が運航終了した今日もなお、北海道と本州を結ぶフェリーの発着地としての重要性は衰えておらず、青森港の取扱量の大部分をフェリーによる車両の移出入が占める。また、その他の貨物では主に石油製品・LPGが扱われ、主に石油製品やLPGを輸入あるいは移入、LPGを主に移出している。
現在はクルーズ客船の寄港が多く、2016年（平成28年）は年間20回（9隻）が寄港している。
一帯はみなとオアシスに登録していて、青函連絡船メモリアルシップ八甲田丸を中心施設とするみなとオアシスあおもりとして観光拠点ともなっている。また青森マリーナはあおもり海の駅として海の駅にも登録されている。

## 歴史
江戸時代初期の1624年（寛永元年）、弘前藩2代藩主津軽信枚により開港奉行に任じられた森山信実により、当時外ヶ浜の一漁村であった善知鳥（うとう）村が「青森」として開港したとされる。青森港はその後江戸時代を通じて弘前藩の商港として栄え、近代以後は1871年（明治4年）に弘前県が青森県と改められると、青森町に県庁が設置されることとなる。1907年（明治40年）に当時の第2種重要港湾として指定され、翌年青函連絡船が就航すると、北海道と本州を結ぶ港としてその重要性が高まることとなった。

### 沿革
- 1624年（寛永元年） - 弘前藩第2代藩主津軽信枚の命により、家臣森山弥七郎が、当時外ヶ浜の一漁村であった善知鳥村を青森と命名して開港。
- 1865年（元治2年） - 江戸幕府が青森と佐井村の二港を箱館への渡航津として定める。
- 1876年（明治9年） - 北海道・東北地方を巡幸された明治天皇ご座乗の明治丸が青森港から横浜港へ向け出航。
- 1893年（明治26年） - 函館港-青森港間の定期航路が室蘭港まで延長され、室蘭港への定期就航が始まる。
- 1906年（明治39年）4月1日 - 特別輸出港となり、関税法上の開港となる。
- 1907年（明治40年） - 第2種重要港湾に指定。
- 1908年（明治41年）3月7日 - 青函連絡船の運航が開始される。
- 1922年（大正11年) - 輸入貿易制限を撤廃し完全貿易港となる。
- 1924年（大正13年） - 築港第1期工事が完成し、青函連絡船が艀（はしけ）による乗客の乗降から岸壁からの直接乗降に改善される。
- 1943年（昭和18年） - 青森港第2期拡張工事が完成する。
- 1945年（昭和20年）
  - 3月6日 - 港内にて、戦時設計（戦時標準船W型）の第五青函丸が防波堤に接触し沈没。死者・行方不明者82名。
  - 7月14日 - アメリカ海軍艦載機の空襲により全連絡船12隻が被害を受け（8隻沈没、2隻大破炎上、2隻航行不能、352人死亡）、壊滅状態となる。
  - 7月28日 - 青森大空襲により、青森市の市街地と港湾設備が甚大な被害を受ける。死傷者1767名。焼失家屋18045戸（市街地の88%を焼失）
- 1951年（昭和26年）1月19日 - 重要港湾に指定。
- 1954年（昭和29年） - 中央ふ頭3千トン岸壁完成。
- 1958年（昭和33年） - 輸入材木及び検疫港に指定。
- 1962年（昭和37年） - 浜町ふ頭西側1万トン岸壁完成。
- 1964年（昭和39年） - 浜町ふ頭（1万トン2バース、5千トン1バース）完成。
- 1968年（昭和43年） - 堤ふ頭5千トン岸壁完成。
- 1970年（昭和45年） - 油川木材港完成。
- 1972年（昭和47年） - 港湾区域を浅虫地区も含めた区域に拡張。
- 1974年（昭和49年） - 沖館地区フェリー基地供用開始。
- 1979年（昭和54年） - 浅虫地区ヨットハーバー（収容能力250艇）完成。
- 1982年（昭和57年） - 沖館地区−7.5m岸壁（5千トン2バース）完成。
- 1983年（昭和58年） - 沖館地区西防波堤（510m）完成。
- 1984年（昭和59年） - 本港地区東防波堤（205m）完成。
- 1986年（昭和61年）
  - - 堤ふ頭−10m岸壁（1万5千トン1バース）完成。
  - 4月24日 - 青森県観光物産館アスパムがオープンする。
- 1988年（昭和63年）
  - 3月13日 - 青函連絡船が運航を終了。
  - - 沖館地区−10m岸壁（1万5千バース）完成。
- 1990年（平成2年）
  - 7月 - 青函連絡船メモリアルシップ八甲田丸の一般公開が開始される。
  - 青函航路初の高速船として東日本フェリーが本港地区「青森港旅客船ターミナル」にジェットフォイル「ゆにこん（初代）」を導入。（1996年運航終了）
- 1991年（平成3年） - 沖館地区−13m岸壁（5万トン1バース）完成。
- 1992年（平成4年）
  - - 沖館地区−7.5m岸壁改良（5千トン2バース）完成。
  - 7月 - 青森ベイブリッジが暫定2車線で供用を開始。（4車線全線での供用開始は1994年7月から）
- 1993年（平成5年） - 新北防波堤完成。
- 1997年（平成9年）
  - 沖館地区西防波堤完成。
  - 東日本フェリーが初の高速カーフェリー「ゆにこん（2代）」を導入。（2000年運航終了）
- 2003年（平成15年） - 本港地区に−10m耐震強化岸壁「新中央埠頭岸壁」完成[4]。
- 2004年（平成16年） - 本港地区北防波堤完成。
- 2007年（平成19年） - 東日本フェリーが高速船「ナッチャンRera」導入。
- 2008年（平成20年）
  - - 沖館地区－7.5m耐震強化岸壁完成。
  - - 沖館地区－東日本フェリー高速船ターミナルビル（現・津軽海峡フェリーターミナル）運用開始。2隻目の高速船「ナッチャンWorld」導入。
  - 11月 - 東日本フェリーの高速フェリーが運航を休止。
  - 11月末 - 東日本フェリーがすべての航路から撤退。
  - 12月1日 - 道南自動車フェリーが東日本フェリーの函館 - 青森航路の営業権を譲受し増便した。
- 2009年（平成21年）
  - 3月1日 - 道南自動車フェリーが運航する航路の通称として、「津軽海峡フェリー」の名称を使用する。
  - 11月1日 - 道南自動車フェリーが、社名を津軽海峡フェリーに変更した。
- 2010年（平成22年）
  - 8月 - 重点港湾に指定。
  - 12月4日 - A-FACTORYがオープンする。
- 2011年（平成23年）
  - 1月5日 - ねぶたの家 ワ・ラッセがオープンする。
  - 3月7日 - 新・青森港フェリーターミナル供用開始、青函フェリーが運用し沖館地区のフェリーターミナルが分散体制となる。
- 2018年（平成30年）
  - 4月28日 - 新中央埠頭の岸壁延伸工事が完成、280mから360mに延伸し最大で13万トン級客船の入港が可能となる[5][6]。
- 2019年（平成31年）
  - 4月24日 - 新中央埠頭に平屋建て約1350平米の客船ターミナル「青森港国際クルーズターミナル」完成[7]。
- 2024年（令和6年）
  - 4月26日 - 港湾法に基づく海洋再生可能エネルギー発電設備等拠点港湾に指定[8]。

## 利用状況

### フェリーターミナル

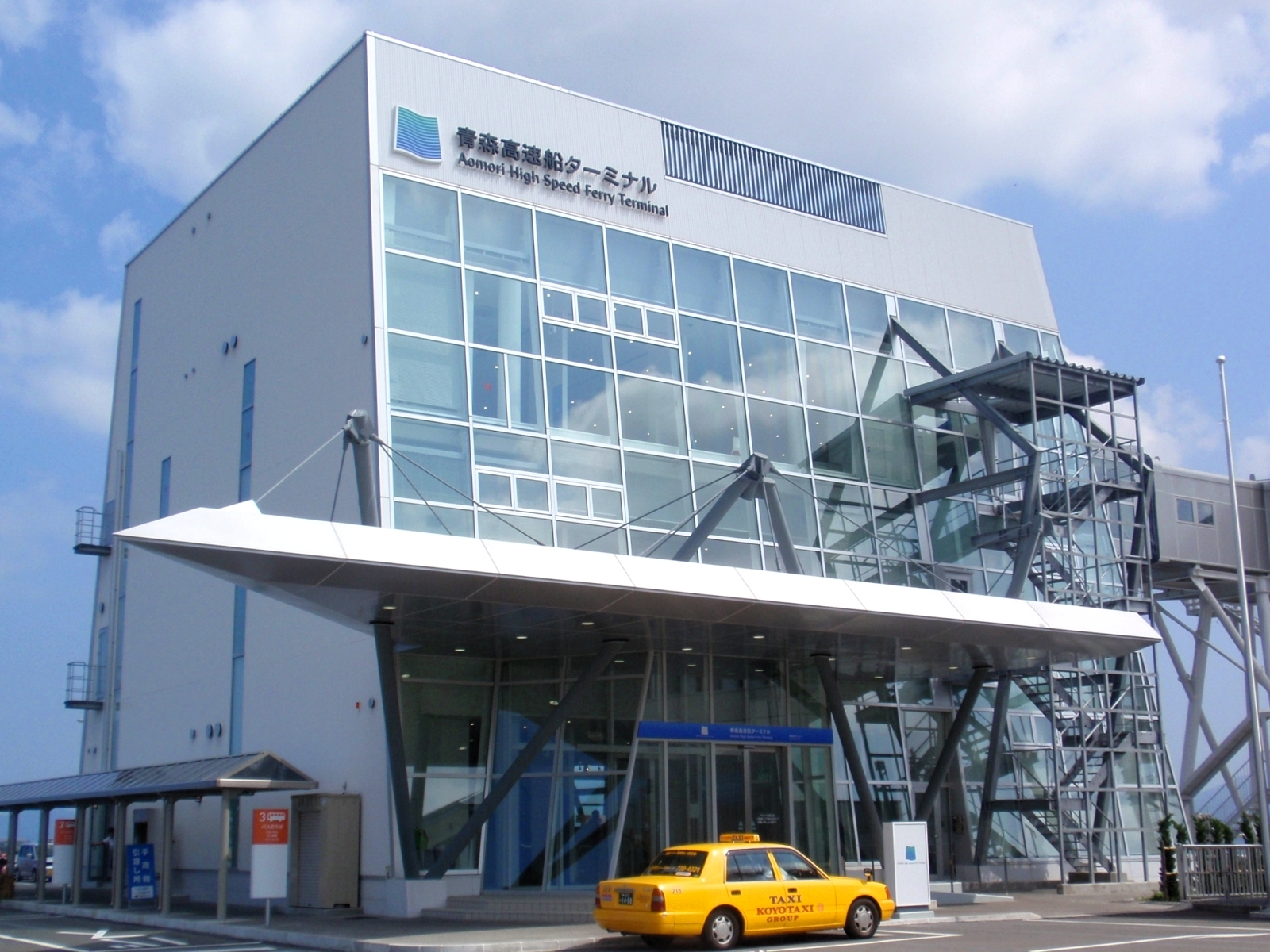
津軽海峡フェリー 青森ターミナル
（高速船ターミナル時代）

- 所在地は青森市沖館2丁目。JR東日本青森駅駅西口よりタクシーで約10分（かつては青森駅より弘南バスのシャトルバスが運行していたが（所要時間約20分／運賃300円）、2010年7月31日に運行を終了した）。現在はねぶたん号（所要時間約30分／運賃200円）がフェリーターミナルに乗り入れている。
- 2011年3月7日より、新青森港フェリーターミナルが完成して営業を開始している。旧フェリーターミナルの建物については解体しており、跡地を更地にしている。

### 主要定期航路
- 津軽海峡フェリー（青森港沖館地区「津軽海峡フェリーターミナル」 - 函館港七重浜地区フェリーターミナル）
  - 使用船舶：「ブルードルフィン」「ブルーハピネス」「ブルールミナス」

- 津軽海峡フェリー（青森港沖館地区「津軽海峡フェリーターミナル」 - 室蘭港 フェリーターミナル）※2023年10月2日開設
  - 使用船舶：「ブルーマーメイド」

- 青函フェリー（青森港沖館地区「青森港フェリーターミナル」 - 函館港北埠頭フェリーターミナル：共栄運輸と北日本海運による共同運航）
  - 使用船舶（共栄運輸：栗林商船グループ）：「3号はやぶさ」「はやぶさ」
  - 使用船舶（北日本海運：日本通運グループ）：「あさかぜ21」「あさかぜ5号」

- シィライン（青森港 本港地区「青森港旅客船ターミナル」 - 脇野沢港（むつ市） - 牛滝港（佐井村） - 福浦港（佐井村） - 佐井港（佐井村））
  - 使用船舶：「ポーラスター」

青森港～函館港の所要時間は、津軽海峡フェリーが3時間40分-3時間45分、青函フェリーが3時間50分-4時間（使用船舶や運航ダイヤによって異なる）。

## ギャラリー

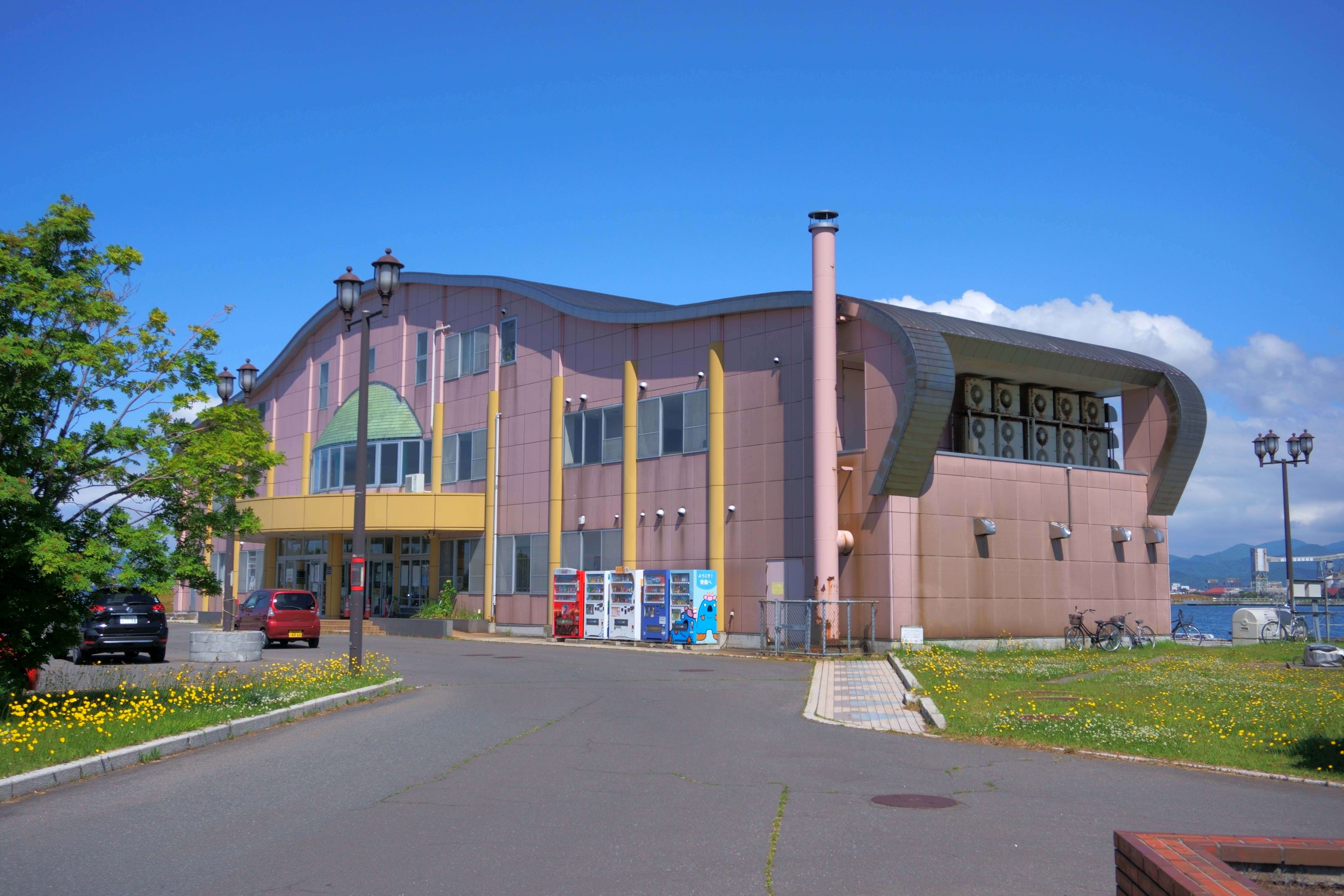
旅客船ターミナル
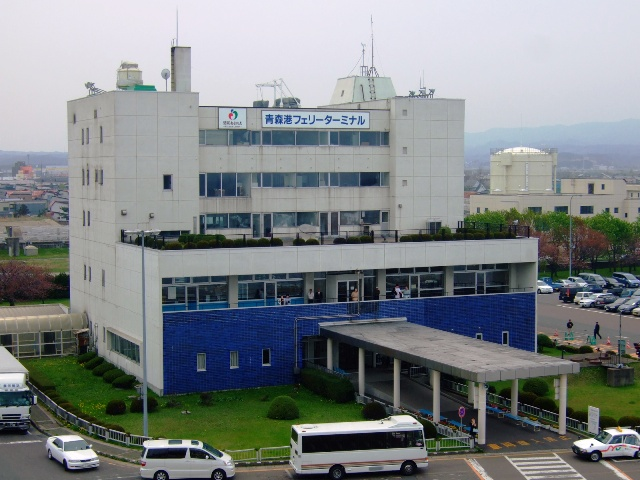
旧フェリーターミナル（2011年に解体）
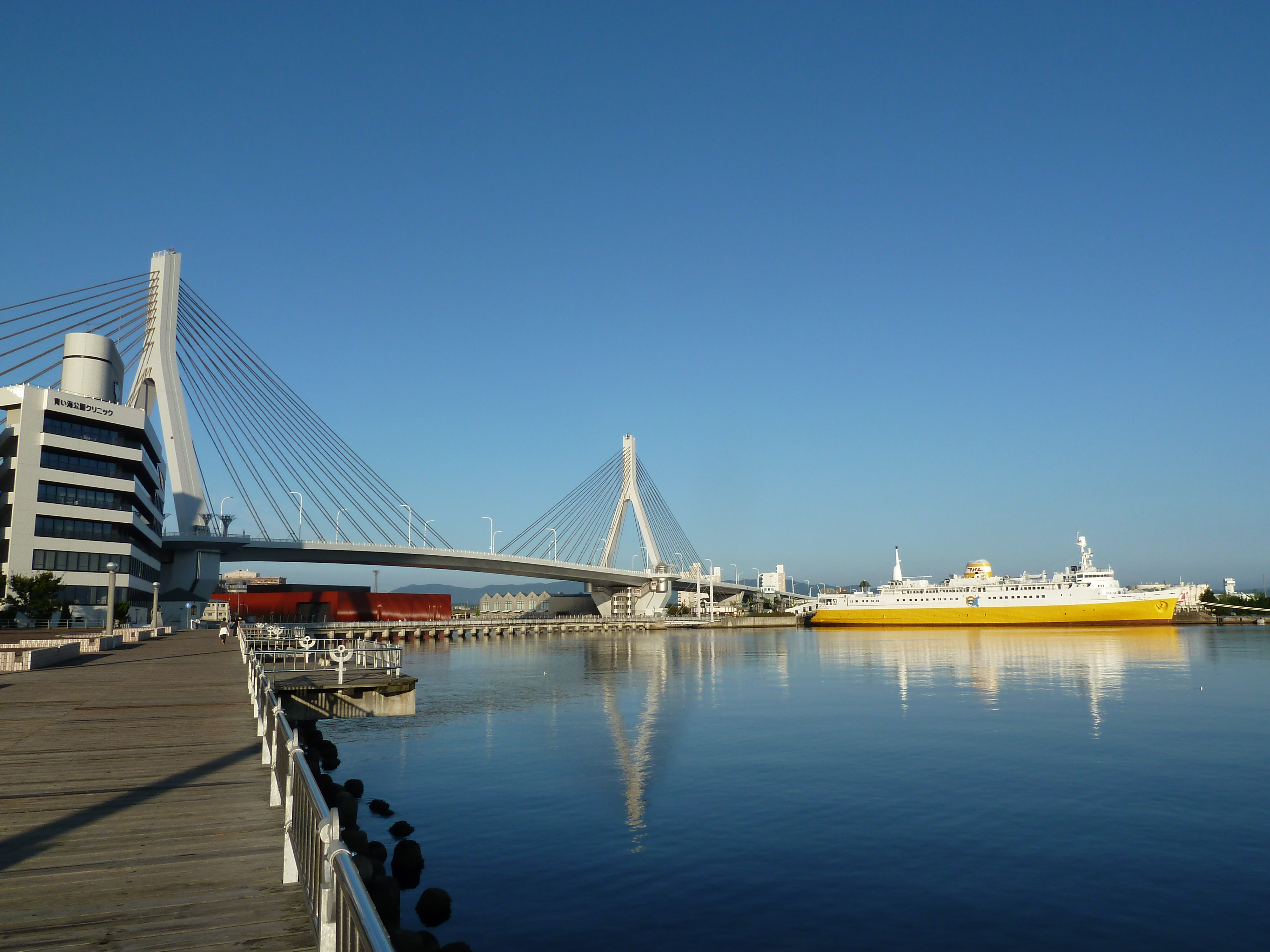
アスパム側から望む青森ベイブリッジと青函連絡船